# Violante de Aragão e Sicília
Violante de Aragão (1273 - Termini, Nápoles 1302), infanta de Aragão e os outros reinos de seu pai Pedro III de Aragão.
Filha de Pedro III de Aragão e sua esposa Constança II da Sicília e por tanto neta de Jaime I de Aragão e Manfredo da Sicília, e irmã entre outros de Jaime II de Aragão, Afonso III de Aragão, Frederico II da Sicília e Santa Isabel de Portugal.
Casou-se em 23 de março de 1297 em Roma com o infante Roberto de Nápoles, futuro Roberto I. Deste casamento nasceram dois filhos:
- O infante Carlos de Calábria (1298-1328), nomeado duque da Calábria e por tanto herdeiro do reino, pai de Joana I
- O infante Luís de Nápoles (1301-1310)

Violante não chegou a ser rainha consorte de Nápoles, já que morreu antes que seu marido herdasse o reino, porém foi duquesa da Calábria de 23 de março de 1297 a 19 de agosto de 1302.
Morreu em agosto de 1302 em Termini, localidade ao redor de Nápoles.
Após a sua morte, seu marido se casou com Sancha de Maiorca, mas a união não resultou em filhos.